# Khadag Bhanjyang
Khadag Bhanjyang – gaun wikas samiti w środkowej części Nepalu w strefie Bagmati w dystrykcie Nuwakot. Według nepalskiego spisu powszechnego z 2001 roku liczył on 1266 gospodarstw domowych i 6665 mieszkańców (3449 kobiet i 3216 mężczyzn).